# Здравство у Бањој Луци
Здравство у Бањој Луци има релативно дугу традицију за вишевековне услове који су последња три века владали на Балканском полуострву, Босни и Херцеговини, а данас владају у Републици Српској. Традиционална медицина на ширем простору Бања Луке има дугу историју, која сеже још из периода пре доласка Римљана а касније и словенских племена на Балкан, и зато су њени појавни облици збир вишевековних знања, вештина и на пракси заснованих теорија, веровања и искустава, пореклом из различитих култура. Без обзира да ли се њихови принципи који се користи у одржавању здравља, превенцији, дијагностици, побољшању или лечење физичких и менталних болести могу објаснити или не, они су уграђивани у све појавне облике здравства у Бања Луци.
Историја медицине, као део културе, једног града и свих народа који су на том простору живели, није скуп „мртвих чињеница“ написаних на папиру и сачуваних у материјалним збиркама Бања Луке,  (којих из појединих периода има мало). већ показатељ да се  медицина у Бањој Луци непрестано развијала и преплитала са новим епохама, које су често одређивала њену будућност у српским, балканским и европским историјским оквирима.
Појединачно гледано сваки од појавних облика народне медицине у Бања Луци настајао и развијао се на традиционалним и целовитим системима теорије и праксе који су се развијали независно или паралелно са званичном медицином. Како су се многи од ових система користили, у појединим земљама у окружењу Балкана, знатно пре настанка званичне медицинске праксе у Бања Луци, једним делом те системе преузимали су и уводили у своју медицинску праксу, бањалучки лекари, почев античких преко словенских турских и на крају српских лекара.

## Здравство у античком периоду
Римски војсковођа Германик заузео је подручје данашње Бање Луке првих година нове ере, након гушења познатог Батоновог устанка. На месту Кастела био је подигнут римски војни логор, утврђење Кастра (лат. Castrum Castra), поред кога је никло и цивилно насеље. Публије Корнелије Долабела, намесник цара Тиберија у провинцијама Илирик и Далмација, изградио је око 20. године.
Римљани су у овај град донели своју медицину, а у њему спознали и користили лековита својства термоминералних вода у Српским топлицама, те на извориштима у околини града — Слатини и Лакташима.

## Здравство у периоду Османлијске власти
Бања Луку су Османлије освојиле 1521. године. Ферхат-паша Соколовић је у периоду од 1579. до 1587. године саградио чаршију на идеалном подручју за развој насеља, на ушћу Црквене у Врбас. Тада је подигнуто 216 јавних зграда од којих су најпознатије: џамија Ферхадија, караван-сарај, око 200 занатских и трговинских радњи и житнице. Године 1583. Бања Лука је постала седиште Босанског пашалука, и то  била до 1639. године.
Период Османлијске власти у Бањој Луци се сматра мрачним делом у историји медицине народа који је живео на овом простору, јер су Османлије прекинуле даљи развој у средњем веку започете манастирске медицине која се спроводила у православним и католичким манастирима и њиховим болницама и школама. Иако није у техничком погледу манастирска (самостанска) медицина била дорасла изазовима лечења, она је максимално користила хришћанско човекољубље као основу своје делатности, што ће у наступајућим вековима помоћи медицини да постане једна од вештина која је помагала човеку не само у физичком превазилажењу проблема болести, него је у болеснику стварала осећај сигурности и припадања заједници.
Османлије, понесени својим верским фанатизмом, уколико нису уништавали здравствене установе у освојеним хришћанским земљама, нису за њих показивали интерес. Основни циљ био је ширење ислама и брисање онога што није било у вези с њим. У систему који је био заснован на теократији и бездушној експлоатацији, грађанска класа, која је код поробљеног становништва  била у почетку формирања, уништена  а сваки прогрес паралисан. Овакве последице биле су првенствено изражене у православним средњовековним српским земљама, док су мање трпели они народи који су прихватили ислам.
Са друге стране донета од стране Османлија, исламска медицина била је само бледа слика јако цењене арапске медицине. У Бања Луку су ретко и долазили учени лекари из Турске.
Здравство у поробљеној Босни је било је у рукама лаика; хоџа, грчких и народних емпирика и других народних лекара (видари, ранари, травари), бербера, „мајстора“ (за намештање прелома и ишчашења) али и врачаре и све бројнијих варалица. Тако је медицина у Бања Луцу, постала мешавина магијске медицине, етномедицине повремено са траговима научне медицине.
Настало је „златно доба” магијске медицине у коме су доминантно место имале врачаре и гатаре, а теологија и медицина неретко су се не само додиривале него и на специфичан начин умногоме и преклапале.
У многим рецептима за излечење, народни лекари, па и лекари у том периоду, тражили су од болесних и читање молитава као што су Pater Noster и Ave Maria и разне друге молитве упућене светитељима, и употребу различитих бајалица и амајлија, у зависности од тежине болести.  У овом раздобљу важило је правило:
Ко хоће да буде лекар и апотекар у Србији и Босни, њему није потребно знање, већ само воља да се посвети једном или другом или звањима, пошто се тамо не траже никаква уверења о стеченим способностима. Турчин, својим к'сметом замагљен, живи здрав или болестан спокојно или равнодушно. Србин се налази још на ниском ступњу културе, иако је прихватљив за оно што је боље. Празноверица и врачање помажу му у невољи. Под таквим околностима има тамо доста разних пустолова, тамо има свакојаких лекара и апотекара.
Миграције изазване ратовима и великим зулумом Османлија довеле су до страшног ширења заразних болести: куге, тифуса, али и незаразних попут повреде које су код Бањалучана доста успешно лечили народни хирурзи. У том периоду у Бањој Луци највеће епидемије била је епидемија куге између 1813. и 1816. године.
На крају турске владавине, Бања Лука је имала 1.126 кућа, од чега 103 у српском граду.

### Оснивање болница
Прво је у 19. веку у Бања Луци основана болница коју је наводно изградио Остоја Остојић звани Сарајлић, градитељ из Сарајева. Болница је била намењена за лечење оболелих од полне болести.
Према другом извору прву болницу у Бања Луцу (намењену за смештај рањеника из устанка 1875. године) основао је Омер-паша Латас у згради под називом Хастахана. Кућа се налазила у улици Јосипа Шоше Мажара. У њој су касније живеле породице Гусић и Мујезиновић. Срушен је 1976. године.

## Здравство у Аустроугарској царевини
Године 1878, Бању Луку је окупирала Аустроугарска. Иако је за време османске власти била административни центар регије, Бања Лука је у периоду аустроугарске окупације БиХ била заостало оријентално насеље са мање од 10.000 становника. Под новом влашћу град је значајно напредовао. Граде се нове саобраћајнице, водовод, канализација, електрична расвјету, а развијале су се и привреда, трговина, али и здравство. За вријеме аустроугарске владавине отворена је и гимназија („Велика реалка”, 1895), фабрика дувана (1888), железничка станица (1891) и дрвопрерађивачко предузеће „Босна холц”. Аустроугарски генерал Алфред фон Јелзон је покренуо акцију садње дрвореда, у којој је до 1885. године засађено 4.714 стабала, а Бања Лука постала препознатљива по својим алејама, чија је укупна дужина тада износила 17 km.
Са окупатором у Бања Луку стижу и први у Европи школовани војни а потом и цивилни доктори, а граде се и здравствене установе. За време Аустроугарске владавине саграђена је 1892. и прва болничка зграда на будућем болничком комплексу величине 17 дунума, на коме је пет година касније (1897. године) изграђен омањи павиљон за умоболна лица, а осам година касније (1910. године) и одељење за заразне болести.
У првим година 20. века у данашњем Мејдану почео је са радом 1. фебруара 1903. године Амбулаторијум преко Врбаса у коме су амбулантно лечени пацијенти. Услуге овог амбулаторијума  1906. године користило је 1.587, а 1912. године 2.860  пацијената. Ови подаци илуструју постојање нових навике Бањалучана да све више користе услуге школованих лекара, а не надрилекара и видара.
Године 1908. саграђена је и једноспратна зграда болнице., у којој су радили државни службеници (из састава котарске администрације) који су имали статус државних службеника и били су задужени за здравствено стање становништва на само у Бања Луци већ и читавом котарском подручју.
До краја Првог светског рата, у Бањој Луци су радила највише три лекара, од којих је један од њих (у звању  примаријуса), био истовремено и управник болнице.

## Здравство у Краљевини Југославији
Након оснивања Краљевини СХС успоставља се нека врста јавне здравствене заштите са осигуравајућим друштвима и хигијенским заводима. У оквиру тих реформи и у Бањој Луци стварају се и повољни услови за развој савремене здравствене заштите и оснивање нових болничких и других здравствених капацитета, међу којима је био први Хигијенски Завод у Бањој Луци основан 1929. године.
Када је 1930-тих Бања Лука постала значајан регионални здравствени центар,  изграђено је неколико болничких објеката са  пратећим зградама, како би се на овом простор Краљевине Југославије још више унапредила здравствена заштиту. Тако је 1937. године, изграђена Бановинска болница Бања Лука, која је располагала са 192 кревета. Ова за оно време савремена болничко здање поседовало је одељење хирургије са операционом салом у полукружном делу зграде. Уз зграду хирургије изграђене су и друге помоћне зграде - управна зграда с кухињом, садашња зграда са рендгеном и павиљон за пријем болесника. деценије у Бањој Луци осниван је и први Хигијенски Завод.
У предвечерје Другог светског рата, априла 1941. године почели су радови на великој згради, у којој је требало бити смештено, највећим делом интерно одељење. Како је рат прекинуо даљу градњу, ова зграда је коначно завршена након  Другог светског рата.

## Здравство у Социјалистичкој Југославији
Крај Другог светског рата и оснивање ФНР Југославије резултовало је увођењем обавезна здравствене заштита и организовање здравства по социјалном моделу. Недостатак кадрова утицао је на оснивање Средње медицинске школе у Бања Луци 1947. године.
Извршена је реконструкција и обнова болница као и изградња неколико рејонских домова здравља. Стара зграда болнице проширена је и дограђена 1959.године и у њу је смештено Гинеколошко–порођајно одељење које је у њој радило до земљотреса 1969. године. Осим подизања болничких објеката, након ослобођења (1945)изграђена је зграда Хитне помоћи. Тако је простор између Улице Здраве Корде и Црквене био покривен бројним болничким зградама.
Од 1946. до 1974. у саставу тадашњег Медицинског центра Бања Лука, налазиле су се три установе:
- Дом здравља,
- Општа болница,
- Хигијенски завод.

Земљотрес у Бањој Луци, магнитуде (ML) 6.4 по Рихтеровој скали и интензитета у епицентралном подручју од 8 степени по Меркалијевој скали,  који се догодио 27. октобра 1969. године, озбиљно је нарушио здравствени систем у овом граду. Порушено је или оштећено 133 здравствених објекта, а здравствене установе су наставиле рад у неповољној хигијенско-епидемиолошкој ситуацији, праћеној бројним несташицама санитетског материјала и опреме.
Током 1970-тих граде се консолидује и обнављају се и граде нови здравствени објекти, а Бања Лука постаје регионални центар и здравствене установе, за подручје од око милион становника.
Следи оснивање Медицински факултет и градња нових објекта Клиничко болничког центра у бањолучком насељу Паприковац који је завршен 1979.

## Здравство у Републици Српској
Развој бањалучког здравства у новооснованој Републици Српској (под називом Српска Република Босна и Херцеговина) 1992. године (на почетку рата на простору бивше Социјалистичке Републике Босне и Херцеговине), у којој је Бања Лука постала не само највећи већ и главни град РС.
По окончању рата, коме је претходило 1995. године потписивање Дејтонског споразум, Република Српска је постала један од два равноправна ентитета у саставу Босне и Херцеговине. Након што је Усвојен   Закон о Граду Бања Лука (по којем је подручје Града Бање Луке постало подручје дотадашњих општина Бања Луке), и Закон о здравственој заштити РС, створени су сви предуслови за даљи развој здравства у Бања Луци, који је претило оснивање следећи установа (наведених у доњој табели).
| Назив установе                   | Адреса                                                                                 |
| -------------------------------- | -------------------------------------------------------------------------------------- |
| Клинички центар Бања Лука        | - Управа - Папиковац, дванаест беба бб - Стара болница, - Стара локација, Мачванска 17 |
| Амбуланта Кочићев Вијенац        | Душка Кошћице бб                                                                       |
| Амбуланта Лазарево               | Илије Гарашанина 2                                                                     |
| Амбуланта Лауш                   | Карађорђева 159                                                                        |
| Амбуланта Нова Варош             | Драгише Васића 11                                                                      |
| Амбуланта Обилићево              | Царице Милице 19                                                                       |
| Амбуланта Петрићевац             | Његошева бб                                                                            |
| Амбуланта Росуље                 | Триве Амелице 26                                                                       |
| Амбуланта Старчевица             | Рајка Боснића 21                                                                       |
| Амбуланта Старчевица             | Југ Богдана 66                                                                         |
| Амбуланта Залужани               | Николе КОстића бб                                                                      |
| Амбуланта Врбања                 | Раде Радића 155                                                                        |
| Амбуланта Центар 1               | Владике Платона 5                                                                      |
| Амбуланта Центар 2 - Поликлиника | Јована Дучића бб                                                                       |
| Амбуланта Српске Топлице         | Од Змијања Рајка бб                                                                    |
| Амбуланта Бочац                  | Бочац бб                                                                               |
| Амбуланта Агино Село             |                                                                                        |
| Амбуланта Бронзани Мајдан        | Бронзани Мајдан бб                                                                     |
| Амбуланта Борковићи              | Борковићи бб                                                                           |
| Амбуланта Верићи                 | Верићи бб                                                                              |
| Амбуланта Драгочај               | Драгочај бб                                                                            |
| Амбуланта Голеши                 | Голеши бб                                                                              |
| Амбуланта Кола                   | Кола бб                                                                                |
| Амбуланта Крупа на Врбасу        | Јове Г. Поповића бб                                                                    |
| Амбуланта Мишин Хан              | Мишин Хан бб                                                                           |
| Амбуланта Пискавица              | Пискавица бб                                                                           |
| Амбуланта Поткозарје             | Поткозарје бб                                                                          |
| Амбуланта Стричићи               |                                                                                        |
| Дом здравља Бања Лука            | Симе Матавуља бб                                                                       |

Прва од четири војне санитетске амбуланте у Босни и Херцеговини, чију је обнову финансирала Велика Британија, отворена је маја 2020 на војној локацији, у касарни "Козара" у Бањој Луци. У ову активност више од пола милиона КМ уложиле су Оружане снаге БиХ, Министарство одбране, НАТО штаб у Сарајеву и извођач радова.